# Raffaele Conforti

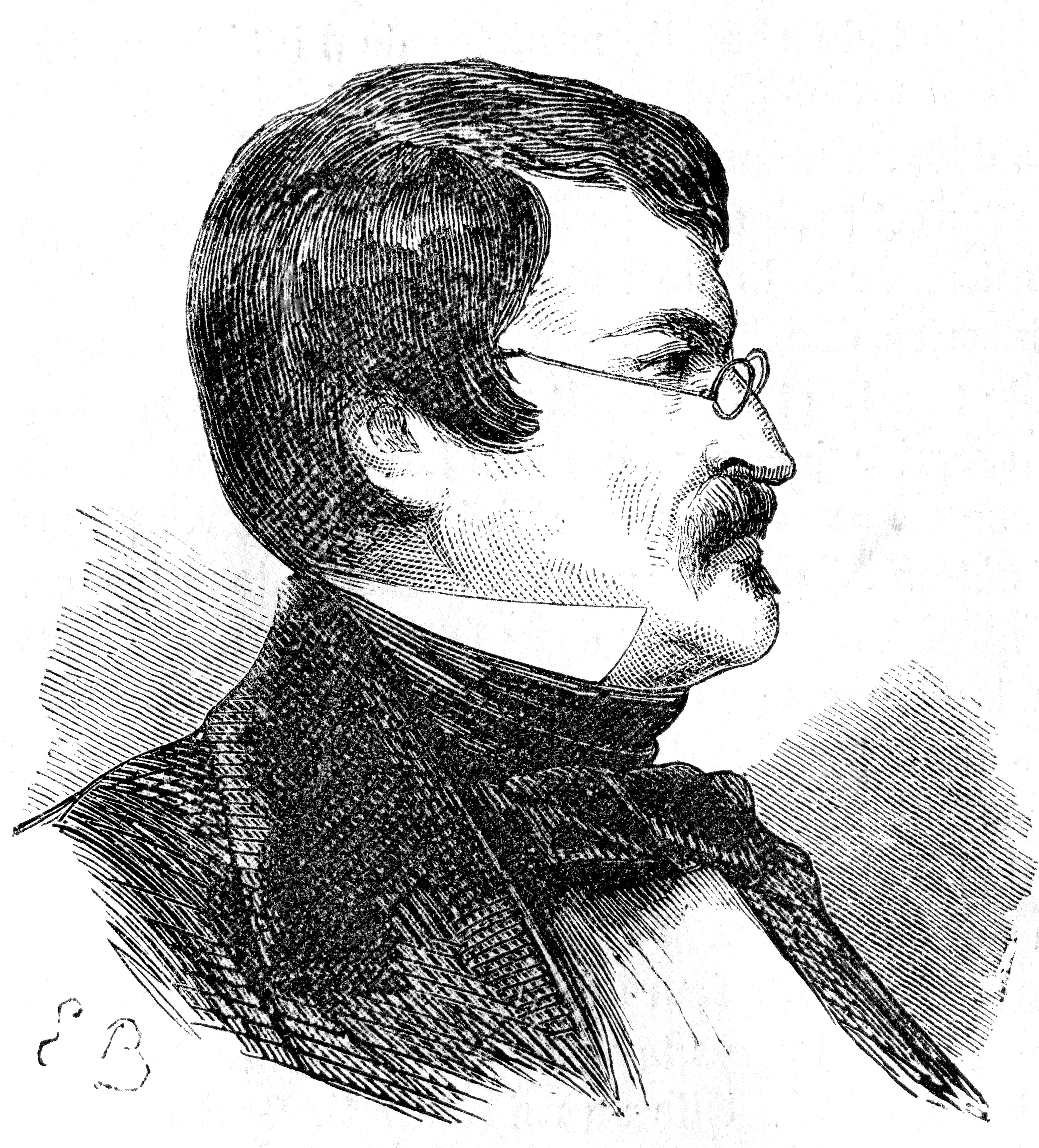
Raffaele Conforti (L'Illustration 1862)

Raffaello Conforti, född 4 oktober 1804 i Calvanico, död 3 augusti 1880 i Caserta, var en italiensk politiker.
Conforti blev 1833 sakförare i Neapel och var även en ansedd lärare i kriminalrätt. Han blev i februari 1848 inrikesminister i det nya konstitutionella ministeriet i kungariket Bägge Sicilierna, men tvingades av denna anledning i maj att fly till Genua och blev sakförare i Turin.
I september 1860 blev Conforti inrikesminister i Syditalien under Giuseppe Garibaldi och fick här övertag mot Giuseppe Mazzinis inflytande samt genomdrev folkomröstningen om anslutning till Sardinien. Åren 1861–65 var han ledamot av deputeradekammaren och april till december 1862 justitieminister under Urbano Rattazzi. Han blev 1867 senator samt ämbetsman i Neapel samt var mars till december 1878 på nytt justitieminister under Benedetto Cairoli.